# Kamp Westerbork
Kamp Westerbork (Duits: Judendurchgangslager Westerbork) was tijdens de Tweede Wereldoorlog een doorgangskamp bij Hooghalen in de toenmalige gemeente Westerbork in Drenthe. Het kamp was een voorportaal waarvandaan ruim 102.000 in Nederland wonende Joden en 245 Roma per trein werden gedeporteerd naar concentratiekampen en vernietigingskampen in Duitsland, Polen en Tsjechië.

## Ontstaan
Het kamp werd door de Nederlandse regering in 1939 gebouwd als Centraal Vluchtelingenkamp Westerbork om reeds toegelaten Joodse vluchtelingen uit het Duitse Rijk te concentreren in afwachting van uitzetting. Ruim twee jaar na het begin van de Duitse bezetting, op 1 juli 1942, namen de nazi's het kamp over, waarna Westerbork functioneerde als doorgangskamp.

## Organisatie

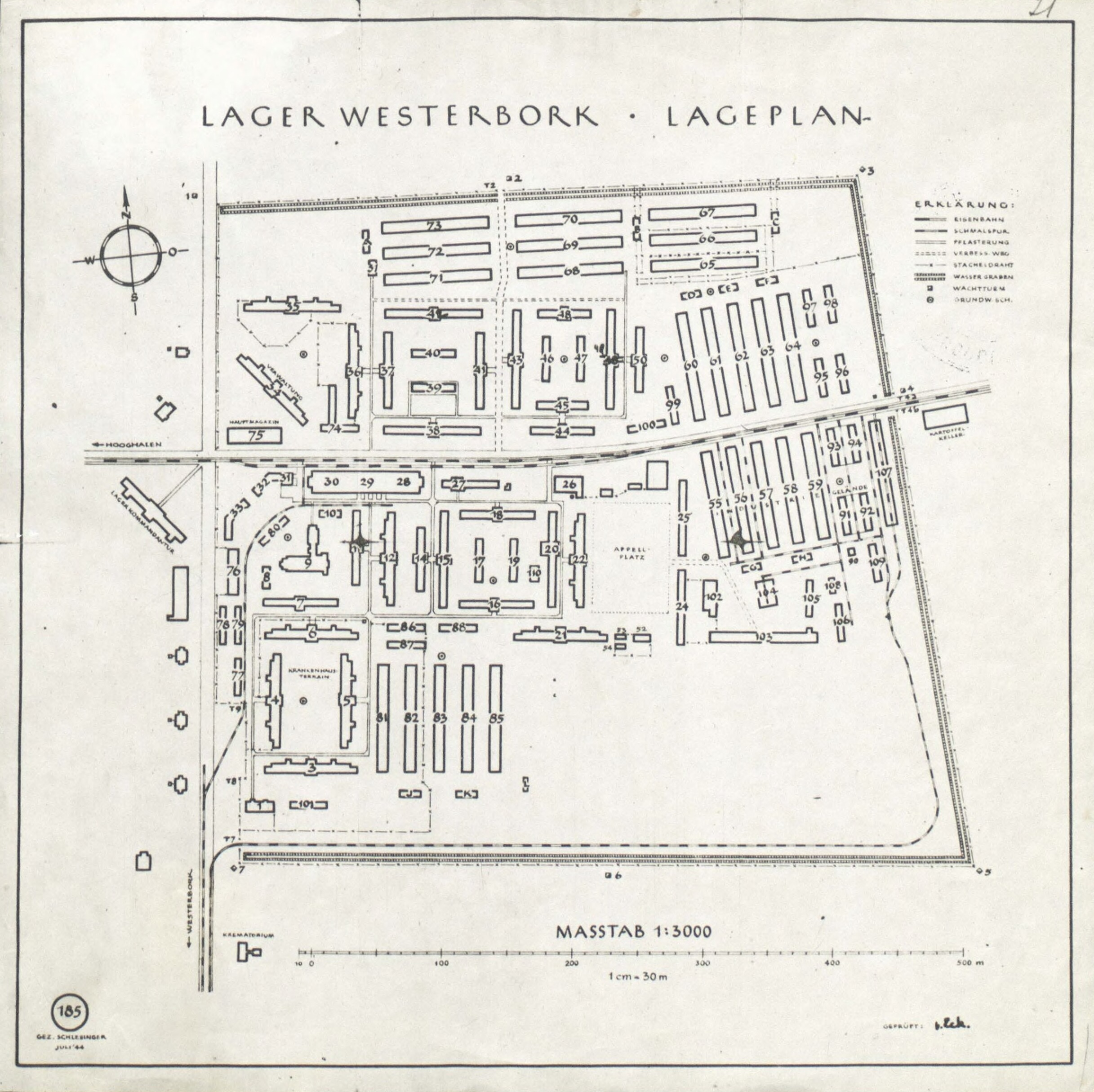
Plattegrond Westerbork (1944)

Kamp Westerbork kwam op 1 juli 1942 onder rechtstreeks nazibestuur. Het werd als Polizeiliches Durchgangslager Westerbork een doorgangskamp. Vanaf 1 juli tot 1 september 1942 was Erich Deppner Lagerkommandant. Vervolgens werden dat tot 9 oktober 1942 Josef Hugo Dischner en vervolgens enkele dagen Bohrmann. Vanaf 12 oktober 1942 tot 11 april 1945 was de SS'er Albert Konrad Gemmeker commandant van het kamp.
De voormalige directeur van het vluchtelingenkamp, de Nederlandse reservekapitein Jacques Schol, bleef na 1 juli 1942 nog werkzaam tot januari 1943, ondergeschikt aan de Duitse commandanten. De Duits-Joodse vluchteling Kurt Schlesinger, in februari 1942 door Schol aangesteld als Oberdienstleiter, bleef ook onder de nazi's een belangrijke rol vervullen als leider van de kamporganisatie die zo goed als volledig bestond uit Joodse gevangenen.
Deppner en zijn opvolgers accepteerden een staf van Duitse Joden, met Schlesinger aan het hoofd. Zodoende werden veel belangrijke posities in de kamporganisatie bekleed door Duitse of Oostenrijkse Joden (de alte Lagerinsassen). Zij hadden privileges en functies bij onder andere de Ordedienst (OD) en de Fliegende Kolonne (samen onder leiding van de uit Oostenrijk afkomstige Jood Arthur Pisk). Het aantal Duitse SS'ers voor het gehele kamp bedroeg zodoende 20 tot 30 man. Zij waren gelegerd in het nabijgelegen Kamp Hooghalen (Heidelager).

## Inkomende transporten
Inkomende transporten vonden plaats per trein vanuit verschillende stations in Nederland. Joden moesten zich 'vrijwillig' melden op speciale data bij verzamelplaatsen waaronder de Hollandsche Schouwburg in Amsterdam en Loods 24 in Rotterdam. Van daaruit werden ze meestal in de nacht naar stations vervoerd en met gereserveerde personentreinen van de Nederlandse Spoorwegen naar Westerbork getransporteerd. Daar aangekomen werd iedereen in de grote zaal geregistreerd en ingeschreven in het bevolkingsregister van de gemeente Westerbork.
In de nacht van 2 op 3 oktober 1942 werden de Joodse werkkampen die verspreid waren over heel Nederland beëindigd; de bewoners werden met hun verwanten afgevoerd naar kamp Westerbork. Er arriveerden 10.000 mensen op één dag.

## Leefomstandigheden
De overgrote meerderheid van de gevangenen verbleef slechts enkele dagen tot weken in het kamp, een relatief klein aantal verbleef er maanden tot soms zelfs jaren. Zij die langere tijd in kamp Westerbork verbleven leerden, na de eerste schok van arrestatie en deportatie naar Drenthe te boven te zijn gekomen, het kamp kennen als een plek waar de leefomstandigheden relatief goed waren. Mishandelingen en moord kwamen er nauwelijks voor, gezinnen bleven bij elkaar, en over het algemeen was er voldoende te eten. Daarnaast waren er vele voorzieningen aanwezig, waaronder een winkel, speeltuin, scholen, een uitstekend ziekenhuis en een theater waar kwalitatief goede shows op de planken werden gebracht.

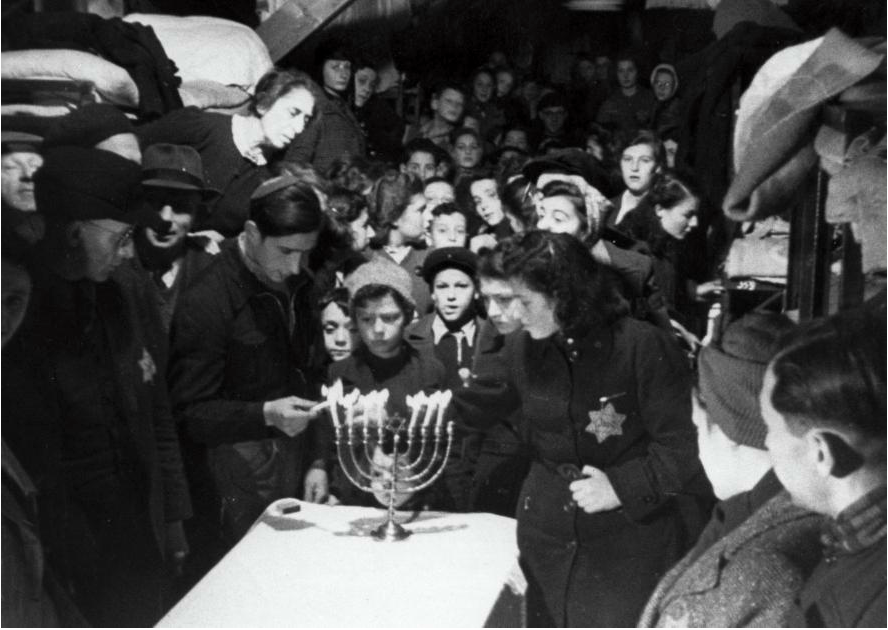
Chanoekaviering in een barak in 1943
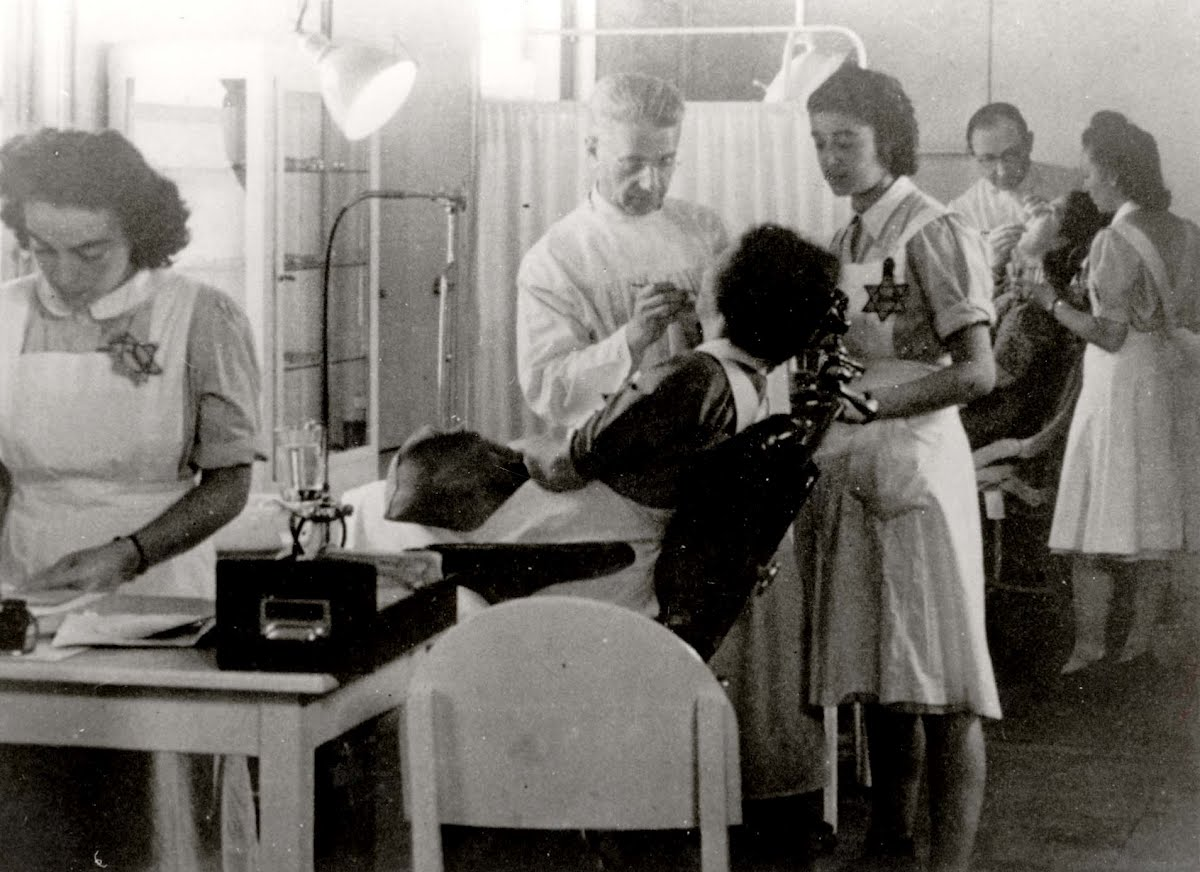
Tandarts
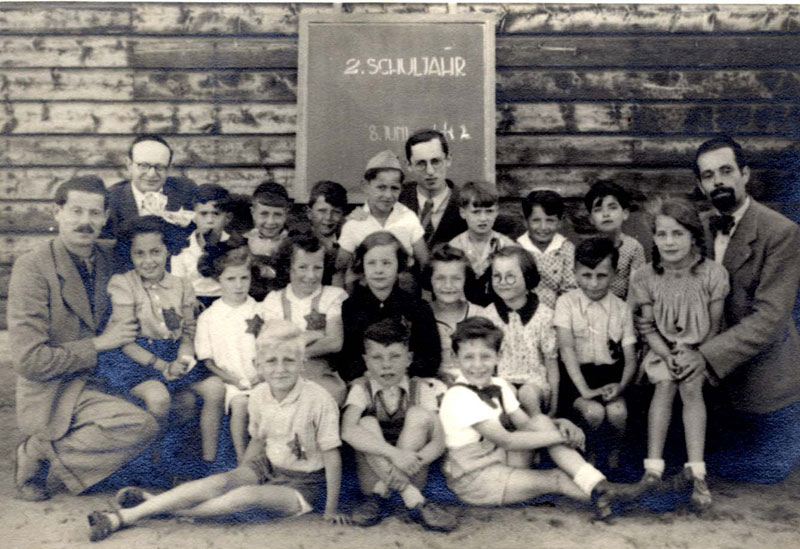
Schoolklas in het kamp
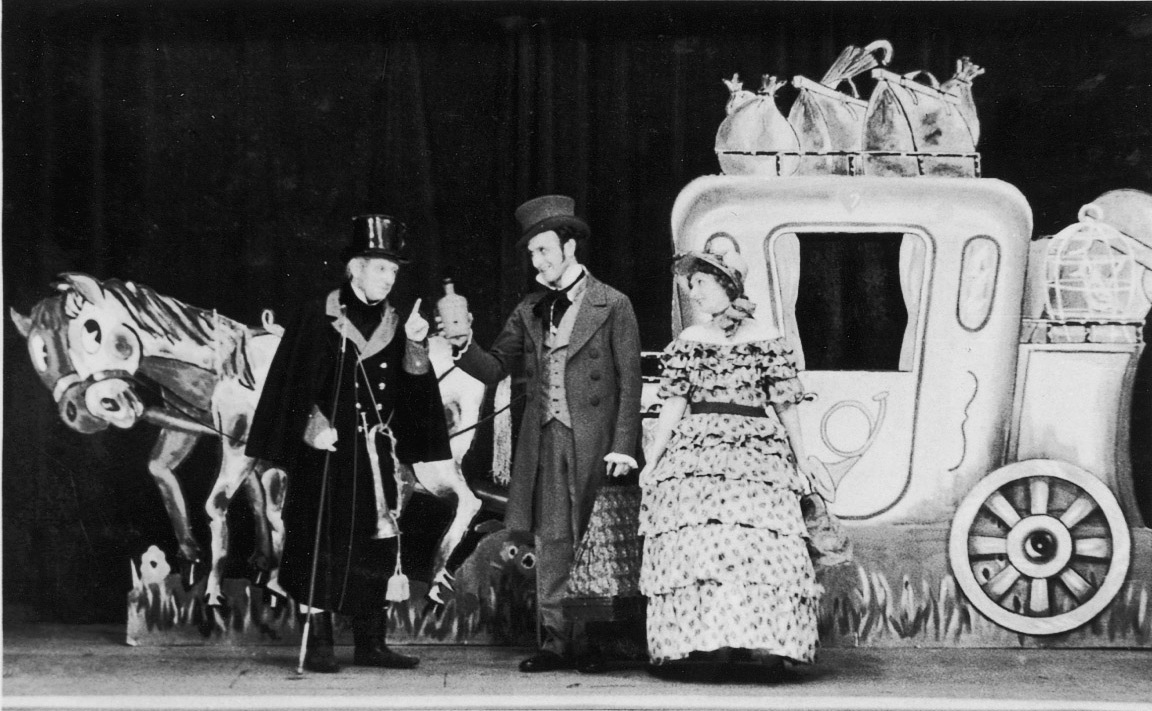
Cabaretuitvoering in de Grote Zaal
Plattegrond van Kamp Westerbork in 1944

## Uitgaande transporten

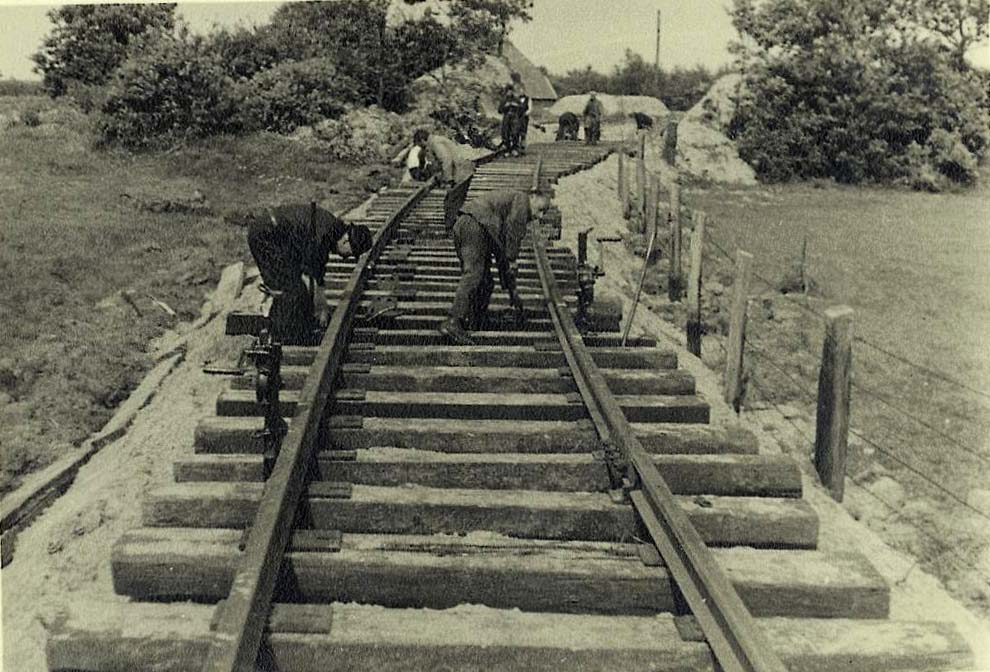
Aanleg van de spoorwegaansluiting in 1942

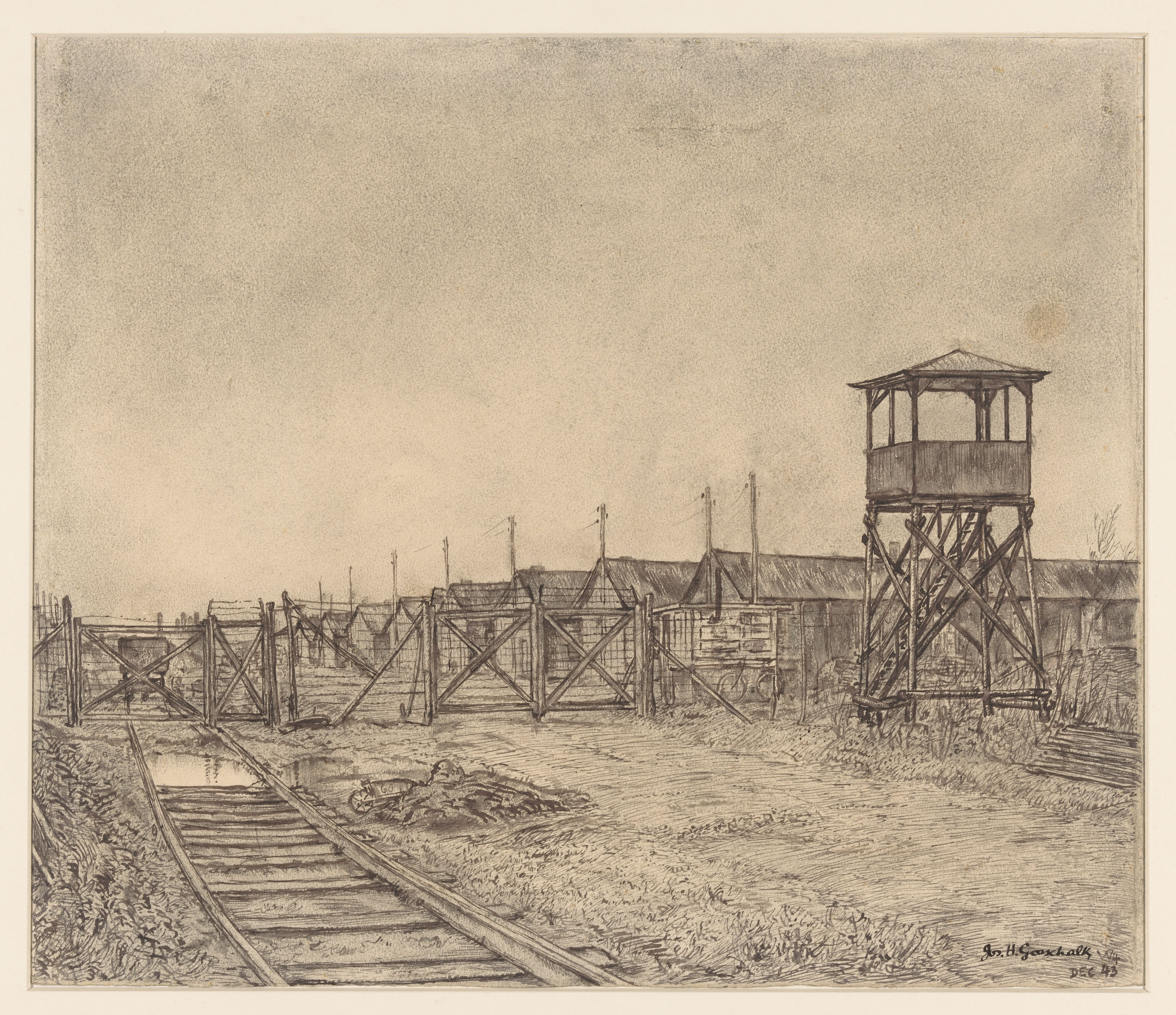
Ingang van kamp Westerbork, 1943 (Joseph Henry Gosschalk)

In het kamp draaide het uiteindelijk maar om één ding: het transport dat bijna wekelijks vertrok, in de beginperiode zelfs tweemaal per week. Voor de kampbewoners die in eerste instantie mochten blijven beheerste de angst op transport te worden gesteld het kampleven. Leden van de kamporganisatie waren - tijdelijk - gesperrt (in tegenstelling tot transportfrei). Nieuw aangekomenen probeerden op lijsten te komen om van deportatie vrijgesteld te zijn. Ook om andere redenen konden mensen op een lijst van gesperrten staan. Zo'n lijst kon echter platzen, dat wil zeggen dat IV B 4-Den Haag de bescherming voor het transport ophief.
Vanuit kamp Westerbork vertrok 103 keer een trein; vaak naar Auschwitz maar ook naar Sobibor, Theresienstadt en Bergen-Belsen.  Treinen naar Auschwitz maakten soms een tussenstop op Kosel, dit waren de Coseltransporten.
Alle transporten tot en met februari 1943 gingen naar Auschwitz, daarna gingen bijna alle transporten (slechts één ging naar Theresienstadt) tot en met juli 1943 naar Sobibór. Vanaf augustus tot en met november 1943 gingen weer bijna alle transporten (slechts één ging naar Theresienstadt) naar Auschwitz. In 1944 gingen de transporten naar allerlei verschillende concentratiekampen, namelijk: Auschwitz, Theresienstadt, Bergen-Belsen, Buchenwald en Ravensbrück.
In totaal werden van 15 juli 1942 tot en met 13 september 1944 ruim 100.000 gevangenen vanuit kamp Westerbork per trein gedeporteerd. Slechts 5.000 Joden en 32 Roma die vanuit kamp Westerbork werden gedeporteerd, overleefden de Tweede Wereldoorlog.
Het eerste transport vertrok op 15 juli 1942. De eerste treinen vertrokken vanuit station Hooghalen, waarbij de afstand van 7 km tussen het kamp en het station te voet moest worden afgelegd. Begin oktober 1942 had de Nederlandse Spoorwegen een spooraansluiting met de spoorlijn Meppel - Groningen gereed, waarna de treinen vanuit het kamp zelf konden vertrekken. Er werden nu ook goederenwagons ingezet. Ongeveer 40% van de transporten ging met vee- en goederenwagons, de overige 60% ging met personentreinen.
Bijna wekelijks, gedurende de eerste maanden tweemaal per week, vertrok er een trein uit kamp Westerbork, die een grote groep kampbewoners via het traject Assen, Haren, Waterhuizen en Nieuweschans naar het oosten bracht. De trein werd tot Nieuweschans door de Nederlandse Spoorwegen bemand, en vanaf Nieuweschans door de Duitse Reichsbahn.
Bestemmingen waren de kampen Auschwitz I-Stammlager of Auschwitz II-Birkenau (64,1%; 66 treinen), Sobibór (18,4%; 19 treinen),  Bergen-Belsen (7,8%; 8 treinen), Theresienstadt (6,8%; 7 treinen), Buchenwald (1,9%; 2 treinen) en Ravensbrück (1,0%; 1 trein). Een dergelijke reis duurde gemiddeld drie dagen. De laatste treinen vertrokken op 3 september 1944 naar Auschwitz, op 4 september 1944 naar Theresienstadt, en op 13 september 1944 naar Bergen-Belsen.
Hoeveel gevangenen gedeporteerd moesten worden en waarnaartoe werd steeds door IV B 4-Berlijn bepaald, op basis van de capaciteit van de concentratie- en vernietigingskampen en de beschikbare treinen. De selectie onder de Transportfreien gebeurde grotendeels in het kamp zelf, de Joodse kampadministratie speelde hierin noodgedwongen een belangrijke rol. Van de 107.000 Joden uit Nederland die gedeporteerd zijn, zijn er slechts 5.000 levend teruggekeerd naar Nederland. Ongeveer 102.000 Joden zijn vermoord, vermist of voor hun terugkeer gestorven door geleden ontberingen.
Na het laatste transport bleven er 500 gevangenen achter in het kamp, waaronder de Joodse kampleiding. In de laatste oorlogsmaanden groeide hun aantal tot 876, waaronder bijvoorbeeld ontdekte onderduikers. Hoewel het gevaar van deportatie na 13 september 1944 was geweken, bleef de angst ervoor tot aan de bevrijding bestaan.

## Gevangenen
Enkele personen van wie de namen onverbrekelijk verbonden zijn met de Holocaust, hebben in kamp Westerbork gevangengezeten. Etty Hillesum werkte er als verzorgster en verbleef er later met haar ouders en broers. Anne Frank en haar familie kwamen aan op 8 augustus 1944 en werden op 3 september met de laatste trein van Westerbork naar Auschwitz gedeporteerd. Ook het Sinti-meisje Settela Steinbach is via Westerbork gedeporteerd.
Philip Mechanicus, een in zijn tijd bekend journalist van het Algemeen Handelsblad, werd op 7 november 1942 naar Westerbork afgevoerd en op 15 maart 1944 op transport gesteld naar Bergen-Belsen; op 9 oktober 1944 werd hij met een straftransport van 120 man naar Auschwitz gebracht, waar hij drie dagen later werd doodgeschoten. Mechanicus hield in Westerbork een dagboek bij, uitgegeven onder de titel In Dépôt. Dagboek uit Westerbork, dat een indringende blik biedt op het dagelijks leven in kamp Westerbork.
Het destijds populaire Joodse zangduo Johnny & Jones (Nol van Weezel en Max Kannewasser), Nederlands eerste tieneridolen, behoorde tot de groep gevangenen die voor vliegtuigdemontages af en toe onder voorwaarden het kamp konden verlaten. Zo waren ze in de gelegenheid om zes in kamp Westerbork gecomponeerde liedjes, waaronder de 'Westerbork Serenade' in Amsterdam op te nemen. Johnny en Jones hebben de Tweede Wereldoorlog niet overleefd.
Ook de bekende Joodse gemengd-gehuwde jazzviolist Benny Behr was vanaf 1 augustus 1944 een gevangene in kamp Westerbork. Hij heeft de oorlog overleefd. De eveneens gemengd-gehuwde Joodse Hans Mossel, een toonaangevende klarinettist, saxofonist en bandleider, bevond zich als gevangene in kamp Westerbork vanaf 9 maart 1944 tot 23 maart 1944 alvorens hij werd gedeporteerd naar Auschwitz, waar hij overleed.
Ed van Thijn, de latere minister en burgemeester van Amsterdam, zat tweemaal opgesloten in kamp Westerbork. De eerste keer in 1943; hij werd toen met zijn moeder weer vrijgelaten. Na een onderduikperiode langs achttien verschillende adressen kwam de tienjarige Van Thijn eind 1944 opnieuw in kamp Westerbork terecht, waar inmiddels een eind gekomen was aan de deportaties vanwege de algemene spoorwegstaking van 1944. Bovendien rukten de Russen op in oostelijk Europa, dus werd hij niet op transport gesteld. Na de bevrijding werd hij, jong als hij was, nog een tijd ingezet als bewaker van geïnterneerde NSB'ers.
Louis de Wijze heeft in kamp Westerbork gevangen gezeten voordat hij naar Auschwitz werd gedeporteerd, hij was een van de overlevenden. Louis de Wijze was een van de bedenkers van het monument van De 102.000 stenen in Herinneringscentrum Kamp Westerbork.

## Ontsnappingen
Naar schatting zijn er meer dan driehonderd mensen uit kamp Westerbork ontsnapt. Ontsnappen kwam niet vaak op in de gedachten van de kampgevangenen. Zij dachten dat de transporten naar werkkampen in Polen gingen. De meeste mensen wilden bij de familie blijven, dus gelijktijdig met de familie op transport was bij de meesten de beste optie. De dreiging met "straftransport" van andere gevangenen als er één persoon ontvluchtte, heeft het aantal ontsnappingen zeker beperkt. Verder was het haast onmogelijk om ongezien het kamp, dat op een kale vlakte stond, te verlaten. Alleen voor diegenen die in Nederland wilden blijven, was er een reden om te ontsnappen. Enkele ontsnapten:
- Jobje v.d. B. was een vrouw die in een wasserij in de stad te werk was gesteld. Daar ontmoette zij haar voormalige kinderjuffrouw. Deze bezorgde haar een vals identiteitsbewijs en 25 gulden, zodat zij enkele dagen daarna weg kon lopen.
- Hannelore Cahn slaagde erin met hulp van haar vriend Rob de Vries te ontsnappen. De Vries vermomde zich als treinrangeerder en met hulp van de Drentse machinist reed hij met de posttrein kamp Westerbork in. Onder lege zakken gedoken reed zijn geliefde mee naar buiten. Na een aantal weken keerde Cahn echter vrijwillig weer terug naar Westerbork. Kampcommandant Albert Gemmeker hield zijn belofte dat Cahn niet op transport zou worden gezet wanneer zij vrijwillig terugkeerde naar het kamp. Zij trouwde met een van de leden van de Joodse Ordedienst.[11]
- Zvi Eyal (1 november 1925 als Harry Klafter) wist voor de laatste transporten te vluchten door met een heggenschaar een onzichtbare opening in het hek te maken. 's Avonds tegelijk met de sirene voor het appel is Eyal met zijn broer Manfred daardoorheen geglipt. Ze werden vervolgens ontdekt en achtervolgd, maar na uren rennen, waarbij ze de spoorlijn als baken gebruikten, bereikten de broers tegen de ochtend Assen. Tot de bevrijding waren ze in Amsterdam ondergedoken.
- Arnaud van Gelder ontsnapte in de nacht van 23 op 24 augustus 1942. Hij werd door de verzetsman Nico Viëtor achter op de motor naar de boerderij van Lammert Zwanenburg gebracht. Van Gelder overleefde de oorlog.[12]
- Max Gruber ontsnapte omstreeks 20 augustus 1943 uit kamp Westerbork. Na zijn ontsnapping dook hij onder en wist hij de oorlog te overleven.[10]
- Lore Polak, zij ging terug naar haar onderduikadres bij de weduwe van Johan Benders.
- Rosey E. Pool ontsnapte op 19 september 1943 uit het kamp. De week daarvoor had zij ternauwernood uit de vertrekkende trein naar Auschwitz kunnen springen. Met hulp van de verzetsgroep Van Dien kreeg zij toestemming het kamp te verlaten om boeken te kopen in Amsterdam, voor de kampbibliotheek. Zij keerde niet meer terug. Tot het einde van de oorlog zat zij ondergedoken in Baarn.
- Bep Turksma wist eind 1942 als nachtzuster te ontsnappen en arriveerde in april 1944 in Londen.
- Sonja Wagenaar ontsnapte met zeven anderen uit een rijdende trein.
- Het echtpaar Isaäc en Margaretha Wallinga ontsnapte uit Westerbork na eerder gearresteerd te zijn in Wolfheze, waar ze zaten ondergedoken. Beiden overleefden de oorlog.[13]

De Westerweelgroep en verzetsgroep Van Dien, onder leiding van Werner Stertzenbach, speelden een grote rol in de hulp bij de ontsnappingen uit Westerbork.

## Executies verzetsstrijders
Vlak buiten het kamp vonden achter het kampcrematorium tussen september 1943 en oktober 1944 minimaal 52, maar mogelijk meer executies plaats van verzetslieden die in Noord-Nederland actief waren. 
In september 1943 werden verzetslieden die gefusilleerd waren bij de fusillade op het Witterveld gecremeerd in het crematorium van Kamp Westerbork.

## NSB-kamp
Op Dolle Dinsdag, 5 september 1944, werd gedacht dat een geallieerde invasie nabij was en werden via Oost-Nederland 35.000 NSB'ers naar Thüringen, Beieren en de Lüneburger Heide geëvacueerd vanwege een mogelijke bijltjesdag. Er kwamen ongeveer 3.500 NSB-gezinnen, -leden en andere pro-Duitse Nederlanders en collaborateurs in een deel van het doorgangskamp Westerbork terecht voor opvang. Een groot deel van deze politieke delinquenten en NSB-gezinnen werd na 1945 tot 1948 opnieuw in kamp Westerbork gevangengezet.

## Bevrijding

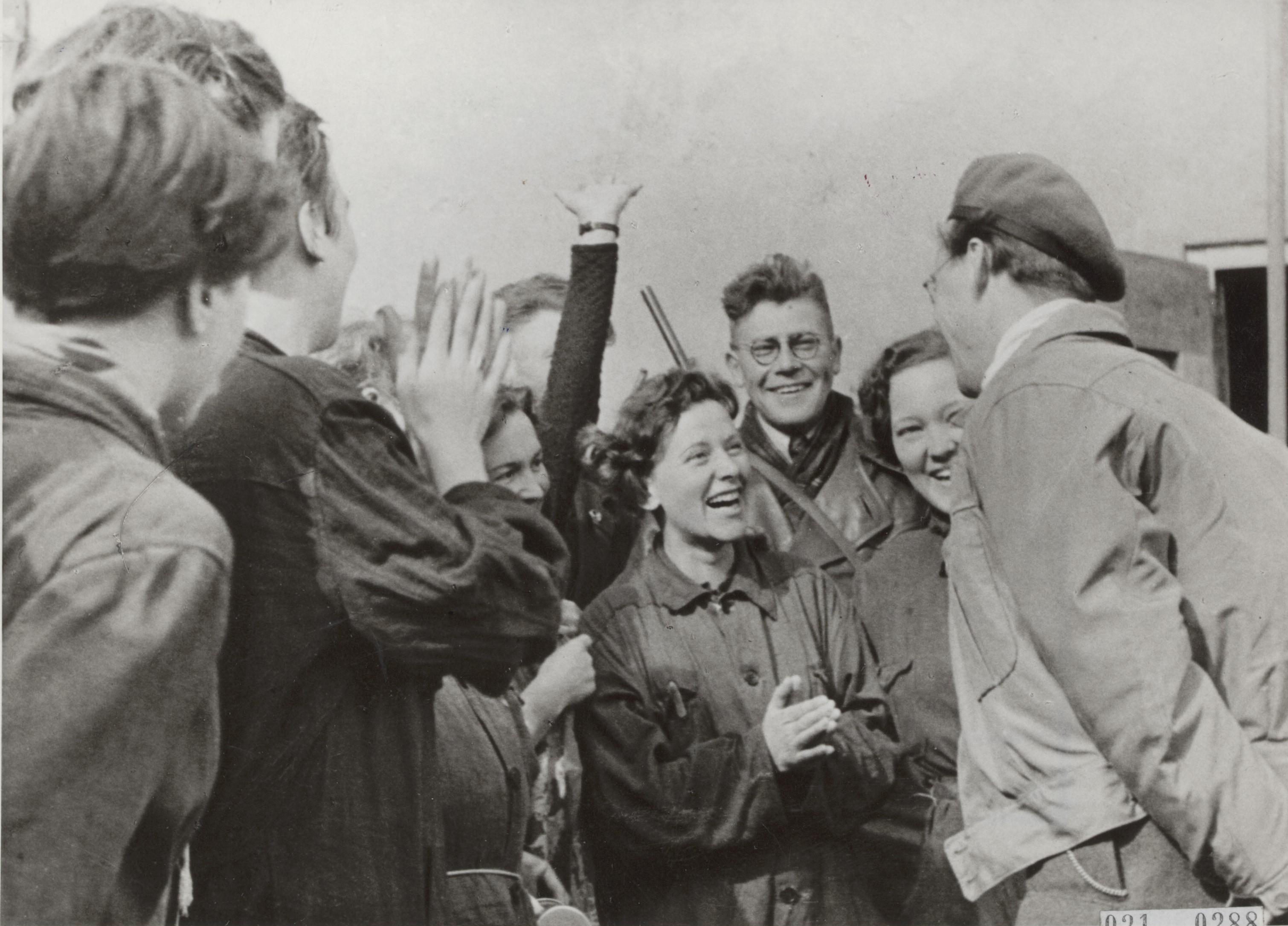
Bernhard van Lippe-Biesterfeld bij de bevrijding van Westerbork

Op 12 april 1945 bevrijdden de Canadezen 876 Joodse gevangenen in kamp Westerbork. Van hen hadden 500 de laatste trein zien vertrekken, de rest was in de laatste oorlogsmaanden opgepakt. Squadron B en C lagen bij het Oranjekanaal en trokken die ochtend naar Spier waar zij Franse paratroepers ontmoetten, die in de nacht van 7 op 8 april waren gedropt tijdens de operatie Amherst. In de middag van 11 april vluchtten de Duitsers. Gemmeker droeg bij zijn vertrek het commando over aan de eerste dienstleider Kurt Schlesinger. Op zijn beurt droeg hij het commando over aan Aad van As, die als enige niet-Jood en niet-nazi jarenlang in het kamp werkte. Deze overdrachten vonden plaats door het overhandigen van een klein pistool. Van As vroeg het hoofd van de buitendienst Zielke de Canadezen tegemoet te gaan, wat deze deed. Hij overhandigde de Canadezen de gegevens over het kamp. Hoewel het kamp nu was bevrijd, moesten sommige Joden er nog weken blijven voordat zij Westerbork mochten verlaten.
Bij de bevrijding renden de Joodse gevangenen de Canadezen tegemoet. De Canadezen deelden sigaretten en chocolade uit, maar daarna moesten de bewoners terug naar het kamp en daar tot nader order blijven, omdat de omgeving van het kamp nog te gevaarlijk was en gecompromitteerde personen in het kamp, die met de Duitsers hadden samengewerkt, eerst moesten worden opgepakt en verhoord. De Royal Hamilton Infanterie nam het gezag over en de wachttorens werden bemand met mensen van de Nederlandse Binnenlandse Strijdkrachten, die onder gezag van prins-gemaal Bernhard van Lippe-Biesterfeld stonden. De Canadezen trokken de volgende dag verder richting Assen.

## Gebruik van Westerbork na de oorlog

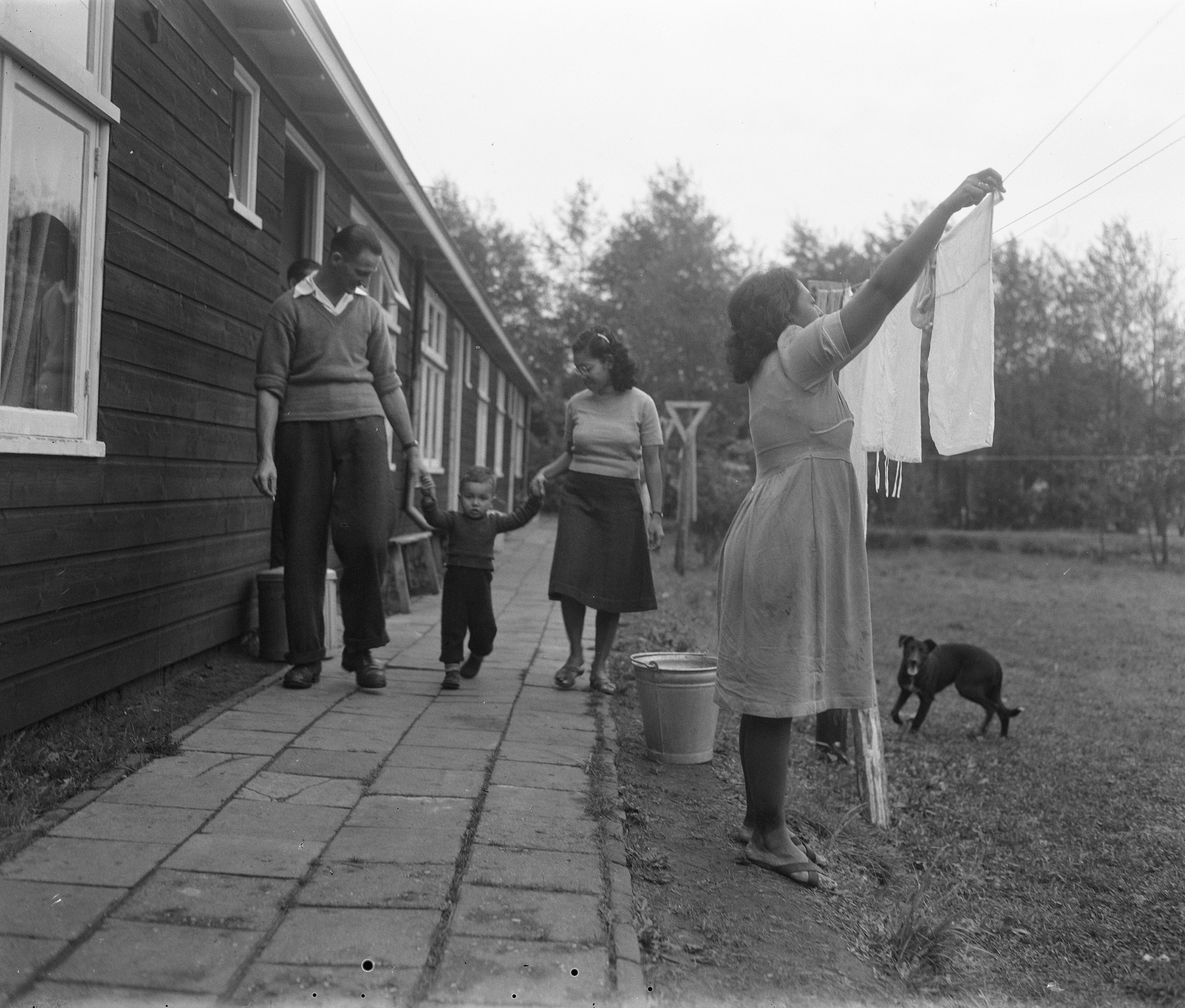
De Schattenberg in 1950, woonoord voor repatrianten

### Interneringskamp voor NSB'ers
Na de bevrijding is het kamp van 17 april 1945 tot 1 januari 1949 door de Nederlandse overheid gebruikt voor het in afwachting van hun proces gevangen houden van NSB'ers en andere collaborateurs en politieke delinquenten. In met name de eerste periode dat het interneringskamp bestond, kwamen tientallen gevangenen om het leven door epidemieën, systematische ondervoeding en mishandeling. Deze doden onder de politieke gevangenen (NSB'ers en Nederlandse vrijwilligers van de Waffen-SS en SD) werden in een nabijgelegen bos in een massagraf bijgezet door de Nederlandse bewakers.

### Woonoord Schattenberg

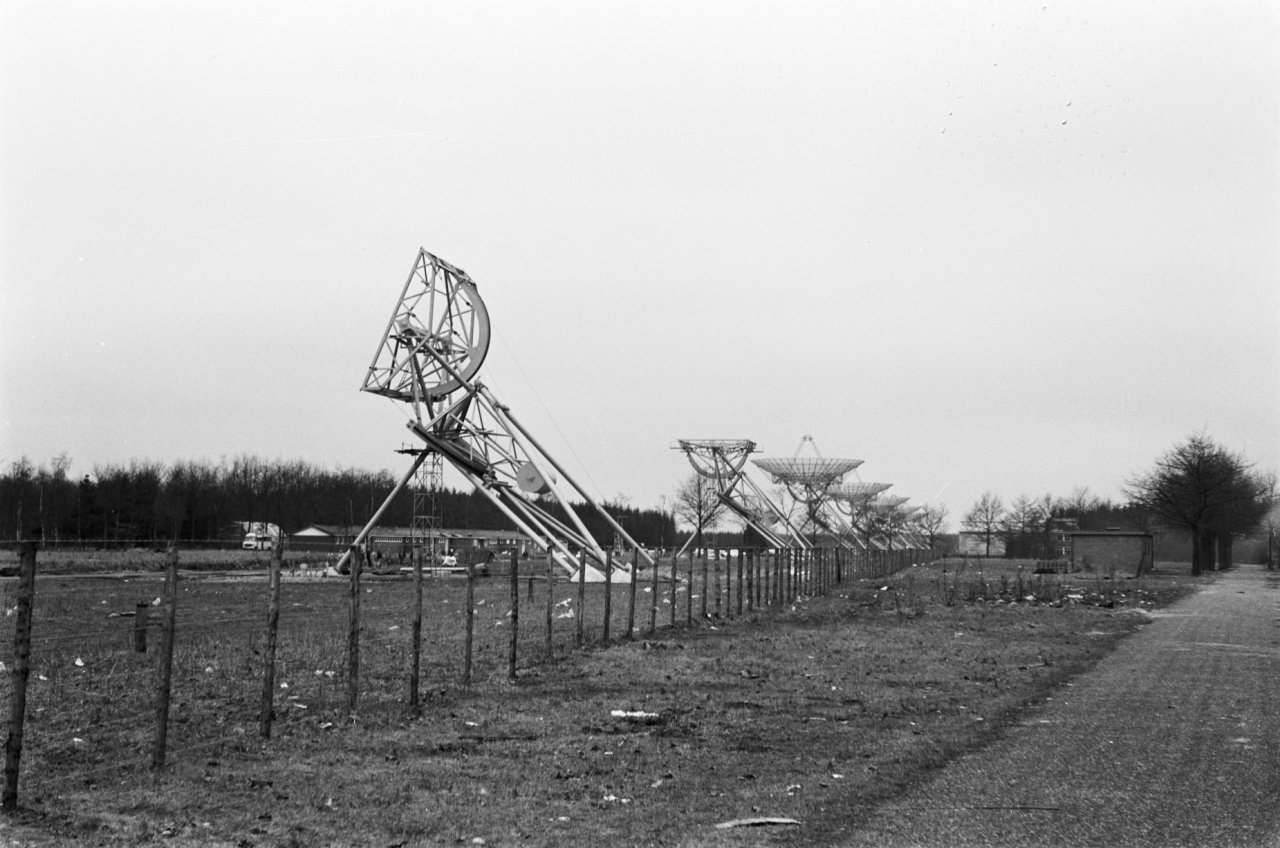
Bouw van de radiotelescopen in 1968

Daarna werd het korte tijd een militair kampement van 1 december 1948 tot september 1949. Van 4 juli 1950 tot maart 1951 was het een repatriëringskamp voor Indische Nederlanders. In 1951 werd het kamp ten slotte ingericht als woonoord Schattenberg voor gedemobiliseerde KNIL-militairen van Zuid-Molukse afkomst, en hun gezinnen. In de tweede helft van de jaren zestig zijn enkele barakken van kamp Westerbork verkocht, veelal aan boeren die de oude barakken op hun eigen erf weer opbouwden en in gebruik namen als stal of opslagschuur.

### Radiotelescoop en natuurgebied
Op het terrein werden in 1968 vijf van de in totaal veertien schotels van de Westerbork Synthese Radio Telescoop geplaatst. De restanten van het kamp werden vervolgens ontruimd en afgebroken om storingen aan het ruimteonderzoek te voorkomen. In 1971 vertrokken onder protest de vijf laatste gezinnen uit hun woonbarakken. Vanwege de radiotelescopen werd gemotoriseerd verkeer en bewoning in de buurt van het voormalig kampterrein verboden. Bezoekers voor Kamp Westerbork die het kampterrein per auto willen bezoeken, kunnen deze parkeren bij het Herinneringscentrum en gebruikmaken van een pendelbus naar het kampterrein. De eigenaar Staatsbosbeheer betrok het overige deel van het terrein bij boswachterij Hooghalen. Naast een kleine maquette en het Nationaal Monument Westerbork was er begin jaren tachtig niets meer wat herinnerde aan het kamp en was het terrein door het verbod op gemotoriseerd verkeer voor nabestaanden in de praktijk niet toegankelijk.
Bezoekers moeten hun mobiele telefoons uitzetten omdat die storingen kunnen veroorzaken in de werking van de radiotelescopen op het voormalige kampterrein. Hiervoor wordt gewaarschuwd met borden die in de nabije omgeving van het kampterrein zijn geplaatst. Ook in de bus die de bezoekers naar het kampterrein brengt, wordt hiervoor gewaarschuwd.

### Plaats van herinnering
De situatie veranderde toen in 1983 aan de toegangsweg naar het kamp Herinneringscentrum Kamp Westerbork geopend werd. Vanuit dit centrum is in de loop der jaren gewerkt om het kampterrein weer gedeeltelijk zichtbaar te maken.

## Huidige situatie

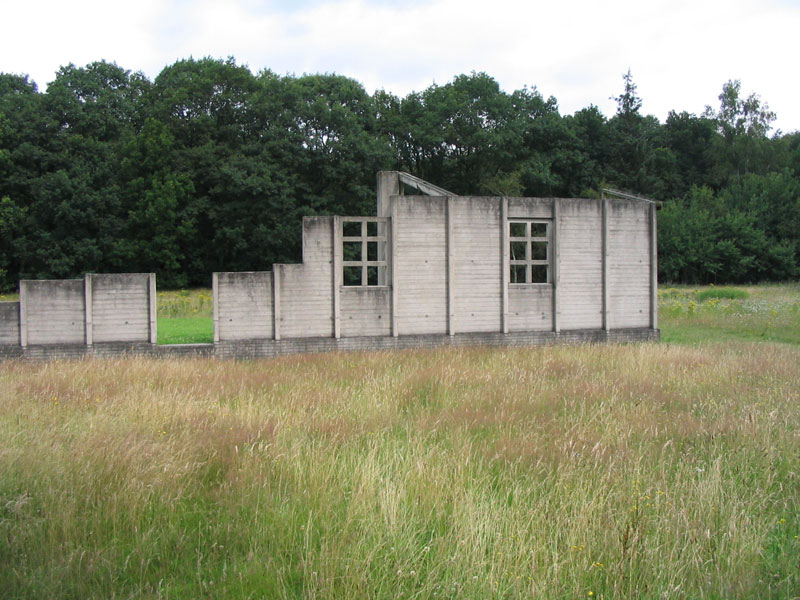
Vrijwel alle authentieke gebouwen van voormalig kamp Westerbork zijn verwijderd, op het terrein verwijzen symbolische reconstructies naar voormalige kampgebouwen en barakken.

Het voormalige kampterrein is nu een vrij toegankelijk grasland in eigendom van Staatsbosbeheer. De voormalige gebouwen zijn gemarkeerd door verhoogde taluds die met gras begroeid zijn.
Behalve de commandantswoning en de aardappelkelder, beide onderdeel van het rijksmonumentencomplex, en barak 56 bevinden zich op en in de onmiddellijke omgeving van het kampterrein geen originele gebouwen meer. Een maquette ligt verzonken onder een afdak langs de voormalige hoofdweg. Een aantal gedeeltelijke reconstructies in beton geven een indruk van hoe de barakken eruit hebben gezien. Geluidszuilen zijn geplaatst, waaruit dagboekfragmenten en verhalen voorgelezen worden om het verleden een stem te geven. Sinds 2014 is het terrein Europees erfgoed.
Drie kilometer verderop langs de weg richting Hooghalen is het Herinneringscentrum Kamp Westerbork gevestigd. Het herinneringscentrum zet zich in om barakken, die vaak slechts gedeeltelijk behouden zijn gebleven, weer terug te halen en terug te plaatsen op het kampterrein. Een van deze barakken, barak 64, die veertig jaar bij Veendam had gestaan, ging vlak voor een dergelijke verplaatsing door brandstichting verloren. Enkele resten van deze barak hebben een plek gekregen in de permanente tentoonstelling van het Herinneringscentrum Kamp Westerbork. De naastliggende barak 56 is later wel herplaatst.

### Monumenten
Op het terrein staat het Nationaal Monument Westerbork op de plek waar de spoorbaan eindigde. Een halve kilometer ten zuiden van de hoofdingang van kamp Westerbork bevond zich het kampcrematorium en tegenwoordig het verzetsgraf, waar onder meer verzetsstrijders zijn vermoord. Honderd meter voor de ingang van het kamp verwijzen de Tekens van Westerbork naar de bestemmingen waar de gevangenen heen gebracht zijn en vermelden hun aantallen. Midden op het terrein, op de toenmalige appelplaats, is het monument de 102.000 stenen geplaatst. De gesproken namen is een monument waarbij vanuit een gerestaureerde wagon dagelijks de namen worden voorgelezen van degenen die op transport zijn gesteld. Daarnaast worden sinds 2005 elke vijf jaar in januari alle 102.000 namen ter plekke voorgelezen. Hiervoor wordt bij het monument de 102.000 stenen een grote tent geplaatst en worden verspreid over het kampterrein speakers opgehangen. Het voorlezen van de namen duurt zes dagen en vijf nachten. Het namen lezen is gedurende deze periode te volgen via een livestream op de sites van Kamp Westerboek, RTV Drenthe en de NOS.

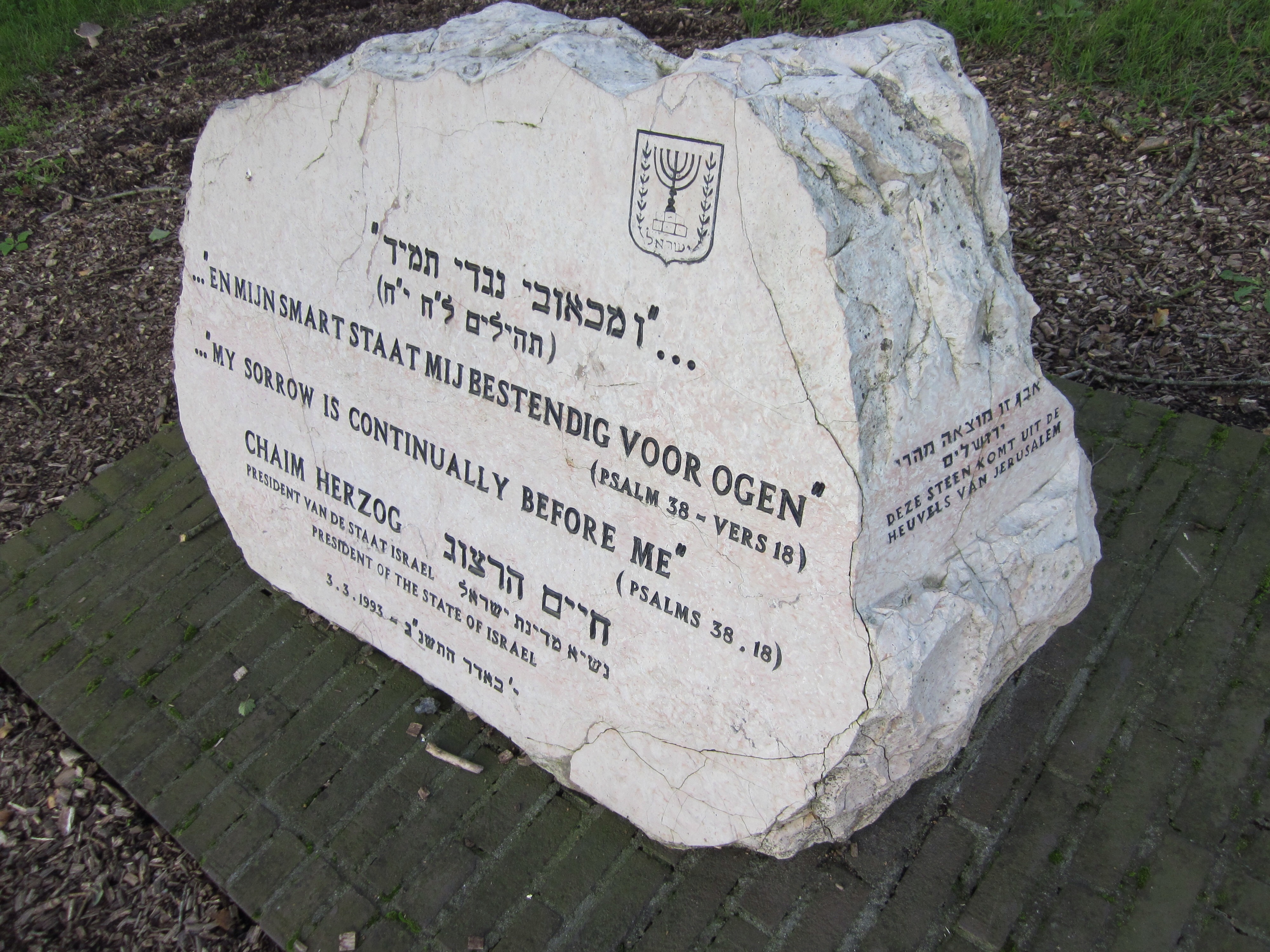
De Jerusalem Stone, geschenk van de staat Israël

Op het terrein ligt ook de Jerusalem Stone ter nagedachtenis aan de slachtoffers van de naziterreur en kamp Westerbork. Deze steen komt uit de heuvels bij Jeruzalem en is een geschenk van de staat Israël. Hij werd op 3 maart 1993 onthuld door de Israëlische president Chaim Herzog, in aanwezigheid van koningin Beatrix. Zulke stenen zijn ook in Auschwitz en in Bergen-Belsen geplaatst. De steen draagt de Bijbeltekst '…en mijn smart staat mij bestendig voor ogen' (Psalm 38:18).
Sinds 2012 bestaat het Westerborkpad. Deze wandelroute in het spoor van de Jodenvervolging in Nederland loopt van de Hollandsche Schouwburg in Amsterdam naar de ingang van het voormalige kamp langs diverse monumenten en historische plekken.

## Fotoalbum
In 2023 werd door een kringloopwinkel in Dokkum bij een ontruiming een fotoalbum gevonden met foto’s van Kamp Westerbork in aanbouw. Er zijn foto’s gevonden met daarop het ziekenhuis, de barakken en een synagoge. Vergelijkbare foto’s van dit kaliber zijn er nauwelijks.